# ХаХаХа ИмПро театър
„ХаХаХа Импро“ е първата професионална актьорска трупа за импровизационен театър в България.
Създадена е през 2009 година. Основно се състои от Ивайло Рогозинов, Тони Карабашев, Петър Мелтев, Леонид Йовчев и Златин Цветков. Част от групата са и Владислав Виолинов и Константин Лунгов. Малко по-късно към основния състав на трупата се присъединяват Васил Бовянски, Живко Джуранов, Александър Митрев, Алиса Атанасова, Диляна Георгиева и др.

## История
През годините трупата популяризира и развива импровизационния театър в България. Работи и с млади артисти в усвояването на импровизационни практики и прилагането им в сценична среда.
В периода 2009-2020 г. театър „ХаХаХа Импро“ реализира над 250 представления с така наречените „къси“ импровизационни форми и над 50 с дълги, хомогенни форми. Също така осъществява много турнета в България и Европа и се развива чрез различни инициативи и проекти с млади артисти.
През 2020 г. групата реорганизира дейността си и се насочва предимно към обучаването на актьори, представления с по-малък състав и корпоративни събития.

## Импро Формати

### Кратки форми
Най-дълго играният формат от актьорите на ХаХаХа. Участието на публиката е постоянно и задължително. Едно представление се състои от 7 или 8 игри. Така наречените игри са мини сцени, като всяка има различни правила. Преди да започне сцената се казват правилата на публиката като актьорите са длъжни да ги спазват и на базата на отговорите на публиката да създадат една сцена.

### Дублирано кино
Формат, в който публиката избира на случаен принцип реален филм и задава проблем или ситуация, от която да започне действието. Водещият има свободата да взема всякакви касаещи действието елементи от зрителите. След това актьорите „преозвучават“ филма, опитвайки да създадат нова фабула според зададените от публиката елементи. Във формата най често се ползват индийски филми от 50-те и 60-те години. Двама, трима или четирима актьори озвучават всички роли във филма. Дублираното кино позволява и ползването на китайски, филипински, индонезийски, японски и много други екзотични представителни извадки на традиционна местна кино индустрия.

### Гласове от отвъдното
Най-старото риалити-шоу в света в сценичен вариант. Водещ е Свети Петър. Три души се намират пред вратите на Рая, след като са приключили земния си път на едно и също място. Всяка от тях се бори да заслужи място зад портите като разказва последния си земен ден. Неусетно историите се заплитат, докато трите души се озоват на мястото, където са срещнали смъртта си. Един ще отиде в Рая. Един ще се потопи в ада. А някой може би ще получи шанс да изживее наново живота си. В този мистичен формат публиката решава какви да бъдат персонажите, къде ги застига съдбата им и отрежда мястото на всеки след края на историите им. Ролята на Свети Петър като водещ е да прекъсва монолозите и да определя реда на споделяне на историите.

### Един ден на...
Импровизирано шоу, в което двойка доброволци от публиката, споделят с актьорите и останалата част от аудиторията как протича един техен ден. Актьорите се превъплъщават в образите на двойката и хората от техния живот – семейство, приятели, колеги и т.н., разигравайки сцени вдъхновени от тяхната лична история. Заедно с публиката, двойката става свидетел на „техния ден“ на сцената!

### ХаХаХа ИмПро МюзикълЪТ
Интерактивно шоу, в което актьорската игра, танците, музиката, илюстрациите се импровизират на момента.
Публиката задава заглавието, мястото и фабулата на сюжета. Актьорите-певци играят, танцуват, измислят текст на песните на момента и развиват персонажи. Музикантите също композират музика на място. В екипа има и илюстратор, който рисува и прожектира в реално време. Водещият дирижира и направлява представлението. Музикалният формат продължава да се развива в различни варианти. Последният от които е „Маестро“ от 2019 г.

### Импро Ужас
Постапокалиптичен формат в три части с над петима актьори. Първата част показва атмосферата на избрана от публиката локация. Персонажите разполагат с няколко сцени преди да настъпи бедствието, което също е избрано от публиката. В кратка втора част, стилизирана се случва самото бедствие и спасяването на персонажите от него. В най-дългата трета част героите се опитват да оцелеят, като в определени от водещия на формата моменти, публиката отстранява персонажите един по един, докато накрая оцелее само най-симпатичният. Или най-незабележимият. Изборът е в ръцете на публиката. Форматът пародира и борави с клишетата на американските „постапокалиптични“ филми.

### Импро Уестърн
Форматът е подобен на Ужас и също разчита на клишетата от жанра „уестърн“. Различни герои (най-често определени от зрителите) живеят на отдалечено място в Дивия запад. Но затвореното им общество има проблем, който с течение на действието се задълбочава и евентуално разрешава. Зависи от изборите, които публиката прави по време на представлението. 7 души от зрителната зала, избрани на случаен принцип, държат буквално в ръцете си съдбата на персонажите. Щом възникне ситуация на дуел, водещият спира действието и по негов знак седмината едновременно сочат губещия в ситуацията. Форматът позволява разнообразни вариации в броя на персонажите и участието на публиката.

## Трупата през годините

### Артисти
- Ивайло Рогозинов
- Тони Карабашев
- Васил Бовянски
- Живко Джуранов
- Александър Митрев
- Константин Лунгов

### Гост участници
- Петър Мелтев
- Владислав Виолинов
- Диляна Георгиева
- Алиса Атанасова
- Драгомир Симеонов
- Леонид Йовчев